# Gudivada
Gudivada, en hindi : गुडिवाड, est une ville du district de Krishna, dans l'État de l'Andhra Pradesh, en Inde. Selon le recensement de l'Inde de 2011, elle compte une population de 118 167 habitants.